# Minari
Minari is een Amerikaanse dramafilm uit 2020 die geschreven en geregisseerd werd door Lee Isaac Chung. De hoofdrollen worden vertolkt door Steven Yeun, Han Ye-ri, Youn Yuh-jung en Will Patton.

## Verhaal
De Koreaanse immigrant Jacob verhuist in de jaren 1980 met zijn echtgenote Monica en kinderen David en Anne van de Amerikaanse westkust naar het landelijke Arkansas. Hij droomt van een eigen boerderij om Koreaanse groenten te telen voor andere immigranten. De nieuwe omstandigheden zorgen voor financiële druk en spanningen binnen het gezin. Na een poos krijgt het gezin ook het gezelschap van Monica's Koreaanse moeder, die naar de Verenigde Staten verhuist om op de kinderen te passen.

## Rolverdeling
| Acteur        | Personage |
| ------------- | --------- |
| Steven Yeun   | Jacob Yi  |
| Han Ye-ri     | Monica Yi |
| Youn Yuh-jung | Soon-ja   |
| Will Patton   | Paul      |
| Alan Kim      | David     |
| Noel Kate Cho | Anne      |
| Scott Haze    | Billy     |

## Titelverklaring
Minari is de Koreaanse naam voor een typisch Oost-Aziatisch torkruid dat makkelijk te cultiveren is in de nabijheid van water. In de film leert de jonge David het kruid kennen via zijn Koreaanse grootmoeder. De plant kan beschouwd worden als een metafoor voor migratie en de spreekwoordelijke wortels waarmee migranten zich in een nieuw land vestigen.

## Productie
De film werd geschreven en geregisseerd door Lee Isaac Chung en bevat autobiografische elementen. Zo groeide Chung net als het personage David op in een Koreaanse migrantenfamilie die in het landelijke Arkansas een boerderij bezat. Het gezin in de film is grotendeels gebaseerd op zijn eigen familie.
Chungs script werd aanvankelijk opgepikt door de Koreaans-Amerikaanse acteur Steven Yeun, die als kind zelf van Seoel naar Canada en later de Verenigde Staten gemigreerd was. Yeun op zijn beurt stelde het filmproject voor aan Plan B Entertainment, het productiebedrijf waarmee hij even voordien de film Okja (2017) gemaakt had.
In juli 2019 werd het project officieel aangekondigd en raakte bekend dat naast Yeun ook  Han Ye-ri, Youn Yuh-jung, Will Patton en Scott Haze deel uitmaakten van de cast. De opnames, die in Tulsa (Oklahoma) plaatsvonden, gingen in juli 2019 van start en eindigden in september 2019.

## Release
Minari ging op 26 januari 2020 in première op het Sundance Film Festival. De film werd op het festival bekroond met zowel de jury- als publieksprijs.

## Prijzen en nominaties
| Jaar | Prijs                     | Categorie                    | Genomineerde(n)              | Uitslag     |
| ---- | ------------------------- | ---------------------------- | ---------------------------- | ----------- |
| 2020 | Sundance Film Festival    | Grote juryprijs (drama)      | Lee Isaac Chung              | Gewonnen    |
| 2020 | Sundance Film Festival    | Publieksprijs (drama)        | Lee Isaac Chung              | Gewonnen    |
| 2021 | National Board of Review  | Top 10 films van het jaar    | Top 10 films van het jaar    | Gewonnen    |
| 2021 | National Board of Review  | Beste actrice in een bijrol  | Youn Yuh-jung                | Gewonnen    |
| 2021 | National Board of Review  | Beste originele scenario     | Lee Isaac Chung              | Gewonnen    |
| 2021 | Golden Globes             | Beste niet-Engelstalige film | Beste niet-Engelstalige film | Gewonnen    |
| 2021 | Critics' Choice Awards    | Beste film                   | Beste film                   | Genomineerd |
| 2021 | Critics' Choice Awards    | Beste regie                  | Lee Isaac Chung              | Genomineerd |
| 2021 | Critics' Choice Awards    | Beste acteur                 | Steven Yeun                  | Genomineerd |
| 2021 | Critics' Choice Awards    | Beste actrice in een bijrol  | Youn Yuh-jung                | Genomineerd |
| 2021 | Critics' Choice Awards    | Beste jonge acteur           | Alan Kim                     | Gewonnen    |
| 2021 | Critics' Choice Awards    | Beste acteerensemble         | Beste acteerensemble         | Genomineerd |
| 2021 | Critics' Choice Awards    | Beste originele scenario     | Lee Isaac Chung              | Genomineerd |
| 2021 | Critics' Choice Awards    | Beste camerawerk             | Lachlan Milne                | Genomineerd |
| 2021 | Critics' Choice Awards    | Beste muziek                 | Emile Mosseri                | Genomineerd |
| 2021 | Critics' Choice Awards    | Beste niet-Engelstalige film | Beste niet-Engelstalige film | Gewonnen    |
| 2021 | BAFTA Awards              | Beste regie                  | Lee Isaac Chung              | Genomineerd |
| 2021 | BAFTA Awards              | Beste acteur in een bijrol   | Alan Kim                     | Genomineerd |
| 2021 | BAFTA Awards              | Beste actrice in een bijrol  | Youn Yuh-jung                | Gewonnen    |
| 2021 | BAFTA Awards              | Beste muziek                 | Emile Mosseri                | Genomineerd |
| 2021 | BAFTA Awards              | Beste niet-Engelstalige film | Beste niet-Engelstalige film | Genomineerd |
| 2021 | BAFTA Awards              | Beste casting                | Beste casting                | Genomineerd |
| 2021 | Independent Spirit Awards | Beste film                   | Beste film                   | Genomineerd |
| 2021 | Independent Spirit Awards | Beste regie                  | Lee Isaac Chung              | Genomineerd |
| 2021 | Independent Spirit Awards | Beste acteur                 | Steven Yeun                  | Genomineerd |
| 2021 | Independent Spirit Awards | Beste actrice in een bijrol  | Youn Yuh-jung                | Gewonnen    |
| 2021 | Independent Spirit Awards | Beste actrice in een bijrol  | Yeri Han                     | Genomineerd |
| 2021 | Independent Spirit Awards | Beste scenario               | Lee Isaac Chung              | Genomineerd |
| 2021 | Academy Awards            | Beste film                   | Beste film                   | Genomineerd |
| 2021 | Academy Awards            | Beste regie                  | Lee Isaac Chung              | Genomineerd |
| 2021 | Academy Awards            | Beste acteur                 | Steven Yeun                  | Genomineerd |
| 2021 | Academy Awards            | Beste actrice in een bijrol  | Youn Yuh-jung                | Gewonnen    |
| 2021 | Academy Awards            | Beste originele scenario     | Lee Isaac Chung              | Genomineerd |
| 2021 | Academy Awards            | Beste muziek                 | Emile Mosseri                | Genomineerd |